# برامج هجرة المستثمر
برامج الهجرة للمستثمرين (بالإنجليزية: Immigrant investor programs) هي برامج مصممة لجذب رؤوس الأموال الأجنبية ورجال الأعمال من خلال توفير حق الإقامة والجنسية في مقابل الاستثمار. تُعرف هذه البرامج أيضًا باسم الجنسية عن طريق الاستثمار (citizenship by investment) أو التأشيرة الذهبية (golden visa) أو برامج جواز السفر الذهبي (golden passport).
عادةً ما يكون لبرامج الجنسية عبر الاستثمار عدة معايير يجب استيفاءها حتى يصبح الاستثمار مؤهلاً لقبوله في البرنامج وغالبًا ما تتعلق بخلق فرص عمل أو شراء العقارات أو التبرعات أو الصناعات المستهدفة المحددة. تم تصميم معظم هذه البرامج لضمان مساهمة الاستثمار الأجنبي في رفاهية وتقدم وتنمية البلد الذي يرغب المستثمرون في الإقامة فيه أو الإنتماء إليه، وغالبًا ما يتعلق الأمر بتقديم مساهمة اقتصادية أكثر من مجرد استثمار.

## التاريخ
التأشيرة الذهبية هي تأشيرة إقامة دائمة تصدر للأفراد الذين يستثمرون أموالهم غالبًا من خلال شراء عقار لا يقل عن المبلغ الذي تحدده دولة التأشيرة.
تعود جذور التأشيرات الذهبية إلى الثمانينيات من القرن العشرين عندما ظهرت الملاذات الضريبية في المحيط الهادئ ومنطقة البحر الكاريبي ظهرت في ذلك الوقت برامج «المال مقابل جواز السفر» وسهلت السفر بدون تأشيرة وقدمت مزايا ضريبية.  على سبيل المثال في عام 1984 بدأت سانت كيتس ونيفيس برنامجها الذي لم يقدم فقط الإقامة الدائمة ولكن الجنسية للمواطنين الأجانب.
توسع إصدار التأشيرات الذهبية بشكل كبير في القرن الحادي والعشرين حيث أصدرت حوالي 25٪ البلدان مثل هذه التأشيرات اعتبارًا من عام 2015. إن الإحصاءات المتعلقة بإصدار التأشيرات الذهبية نادرة ولكن صندوق النقد الدولي قدر في عام 2015 أن الغالبية العظمى من التأشيرات الذهبية تصدُر للمواطنين الصينيين.

## المتطلبات والإصدار
للحصول على التأشيرات الذهبية في دومينيكا يجب استثمار مبلغ 100,000$ على الأقل ويصل المبلغ إلى 2 £ مليون جنية إسترليني في المملكة المتحدة وتعتبر الطريقة الأكثر شيوعًا للحصول على تأشيرة ذهبية هي من خلال شراء عقارات بأقل قيمة. تحظى التأشيرات الذهبية بشعبية خاصة بين المواطنين الصينيين، وقد حصل عليها أكثر من 100,000 منهم خلال الفترة من 2007 إلى 2016.
قدمت البرتغال تأشيرتها الذهبية «التأشيرة الذهبية للبرتغال» خلال فترة الركود الاقتصادي عام 2008 للمساعدة في جذب الاستثمارات إلى سوق الإسكان في البلاد، وبحلول عام 2016 أصدرت البرتغال 2788 تأشيرة ذهبية كان نصيب الصينيين منها 80٪.
كما تمنح بعض البلدان مثل مالطا وقبرص جنسيتها («ما يسمى بجوازات السفر الذهبية») للأفراد إذا استثمروا مبلغًا معينًا.

## الجدل
أثار إصدار ما يسمى بـ «التأشيرات الذهبية» جدلاً في عدة دول، كان عدم وضوح الفوائد الاقتصادية والمخاوف الأمنية من بين الانتقادات الأكثر شيوعًا للتأشيرات الذهبية، في عام 2014، علقت الحكومة الكندية برنامجها للتأشيرة الذهبية. ولكن بسبب اتفاق كندا - كيبيك المتعلق بالهجرة والقبول المؤقت للأجانب الذي يسمح لمقاطعة كيبيك بالحفاظ على سياسة الهجرة الخاصة بها، والذي من خلاله تحتفظ كيبيك ببرنامج التأشيرة الذهبية الخاص بها. تم انتقاد التأشيرات الذهبية من قبل أعضاء البرلمان الأوروبي بسبب رفضها لمفهوم المواطنة  وفي عام 2014 وافق البرلمان الأوروبي على قرار غير ملزم بأن جواز سفر الإتحاد الأوروبي يجب ألا يكون له «ثمن».
وفقًا لدراسة (2019) فقد ربح الاتحاد الأوروبي حوالي 25 مليار يورو على مدى السنوات العشر الماضية من خلال برامج الاستثمار الأجنبي المباشر.

## حسب البلد
وفقًا لمجلة Corpocrat في عام 2016، فإن البلدان التي لديها أفضل برامج الهجرة للمستثمرين في العالم هي مالطا، قبرص، البرتغال، النمسا، بريطانيا، الولايات المتحدة، كندا وأنتيغوا وبربودا وسانت كيتس ونيفيس، إسبانيا، لاتفيا، موناكو، بلغاريا، أوكرانيا، غرينادا، أبخازيا، سانت لوسيا، أستراليا، هونغ كونغ، سنغافورة، الإمارات العربية المتحدة ودومينيكا. ومع ذلك، لا تمثل التأشيرات الذهبية سوى نسبة صغيرة من جوازات السفر الجديدة. في عام 2016، تم منح الجنسية لـ 994,800 متقدم في جميع أنحاء الاتحاد الأوروبي، وفقًا لـ يوروستات كانت نسبة الطلبات عبر برامج الاستثمار 0.1 بالمائة فقط من الطلبات الكلية للتجنيس.
الغالبية العظمى من المقدمين على مثل هذه البرامج هم من الصينيين الأثرياء الذين يسعون للحصول على الأمن القانوني ونوعية حياة أفضل خارج وطنهم، من جهة أخرى كان أكثر من ثلاثة أرباع المتقدمين لبرنامج المستثمرين المهاجرين الكندي (والذي تم إلغاؤه) من الصينيين. جعلت فضائح غسيل الأموال التي تورطت فيها بنوك في مالطا ولاتفيا برامج منح الجنسية أكثر إثارة للجدل من خلال لفت الانتباه إلى عدم وجود ضوابط على الأموال الروسية التي تدخل دول الاتحاد الأوروبي.

### الإمارات العربية المتحدة
في 2019 طبقت دولة الإمارات نظام تأشيرة إقامة طويلة الأمد، لخمس أو عشر سنوات، تُجدد تلقائيا، عند توافر نفس الشروط، وذلك لفئات معينة تشمل المستثمرين، ورواد الأعمال، وأصحاب المواهب التخصصية.
ويتيح هذا النظام الجديد للمقيمين في دولة الإمارات، والوافدين الأجانب وعائلاتهم الراغبين للقدوم للعمل والعيش والدراسة في الدولة، إمكانية التمتع بإقامة طويلة الأمد دون الحاجة لكفيل إماراتي، مع نسبة تملك 100% داخل إمارات الدولة خلافاً للمتعارف عليه الذي يقضي بضرورة وجود شريك محلي بحصة لا تقل عن 51% في مشاريع الأعمال والاستثمار داخل إمارات الدولة.

### دومينيكا
نفذت دومينيكا برنامجها في عام 1993 لإتاحة فرصة للمستثمرين للحصول على الجنسية الدومينيكية من خلال المساهمة في صندوق التنويع الاقتصادي أو شراء مشروع معتمد بدلاً من ذلك مع رسوم إضافية.

### مالطا
برنامج المستثمر الفردي في مالطا،  والذي تم التعاقد مع Henley &amp; Partners عام 2014 من قبل حكومة مالطا لتصميمه وتنفيذه، حده الأقصى هو 1800 متقدم، ويخضع المتقدمون لعملية تدقيق شاملة لضمان حصول المتقدمين ذوي السمعة الطيبة فقط على الجنسية المالطية، علاوة على ذلك، قد لا يتم قبول الطلبات الواردة من البلدان التي تطبق فيها عقوبات دولية، ويمكن أيضًا استبعاد الطلبات الواردة من بلد معين على أساس قرار سياسة الحكومة المالطية. الحد الأدنى للاستثمار لهذا البرنامج في مالطا هو 870,000 دولار أمريكي مع تبرع (مساهمة) غير قابل للاسترداد بقيمة 700,000 دولار أمريكي.

### كندا -كيبيك
برنامج كيبيك للمستثر المهاجر هو برنامج كندي يسمح للمستثمرين الذين ينوون الاستقرار في مقاطعة كيبيك باستثمار الأموال في كندا، قالت حكومة كيبيك إنها ستقبل بحد أقصى 1750 طلبًا لبرنامج المستثمر المهاجر خلال الفترة من 5 إلى 20 يناير 2015. المتقدمون ذوي الكفاءة المتوسطة إلى المتقدمة في اللغة الفرنسية لا يخضعون لذلك السقف ويمكنهم التقديم على البرنامج في أي وقت، ارتبط البرنامج بنقص القدرة على تحمل تكاليف الإسكان في فانكوفر.

### الولايات المتحدة
يتطلب برنامج تأشيرة الولايات المتحدة EB-5 من المتقدمين الأجانب استثمار ما لا يقل عن 500,000 ألف دولار إلى مليون دولار، اعتمادًا على موقع المشروع الجغرافي ويتطلب إنشاء أو الحفاظ على 10 وظائف على الأقل. عندما يتم استيفاء هذه المعايير سيصبح مقدم الطلب وعائلته مؤهلين للحصول على البطاقة الخضراء (green card) . يوجد حد أقصى سنوي للمتقدمين قدره 10,000 طلب في إطار برنامج تأشيرة EB-5.  تقدم دائرة خدمات الهجرة والجنسية الأمريكية (USCIS) برنامجها EB-5 Immigrant Investor Program منذ عام 1990 وهو مصمم لتشجيع الاستثمار الأجنبي المباشر في مشاريع البنية التحتية في الولايات المتحدة، لا سيما في مناطق التوظيف المستهدفة (TEA) وهي مناطق البطالة المرتفعة، ويتم توجيه الأموال من خلال وكالات تسمى المراكز الإقليمية (regional centers)، والتي يتم تحديدها الآن فقط من قبل وزارة الأمن الداخلي الأمريكية، تتيح فرص التمويل للمستثمر إجراء استثمار مالي سليم والحصول على «البطاقة الخضراء» الأمريكية. أحد أكثر الأمثلة نجاحًا للبرنامج هو برنامج لجنة بنسلفانيا تورنبايك التي أنشئها المركز الإقليمي لوادي ديلاوير لجمع أكثر من 200 مليون دولار لإنجاز مشروع كبير في بنسلفانيا تورنبايك.

### المملكة المتحدة
تمنح المملكة المتحدة تأشيرات للمستثمرين، وفقًا للإحصاءات الرسمية لوزارة الداخلية البريطانية، فقد تم إصدار ما يصل إلى 255 تأشيرة ذهبية في النصف الأول من عام 2019 وحده. اعتبارا من مارس 2020، يمكن للفرد التقدم بطلب للحصول على تأشيرة المملكة المتحدة من المستوى 1 (مستوى المستثمر) إذا كان يرغب في استثمار مبلغ 2 مليون جنيه إسترليني أو أكثر في المملكة المتحدة، ويجب أن يكون مقدم الطلب من خارج سويسرا والمنطقة الاقتصادية الأوروبية لتقديم طلب للحصول على هذه التأشيرة، إلى جانب العديد من المتطلبات الأخرى، إلا أنه مع هذه الفئة من التأشيرات يمكن لأي شخص الدخول إلى المملكة المتحدة لمدة أقصاها 3 سنوات و 4 أشهر، مع القدرة على التقدم للحصول على تمديد لمدة عامين آخرين. ويمكن لحامل التأشيرة التقدم للتسوية للحصول على الإقامة الدائمة بعد 5 سنوات أو أقل؛ كلما زاد الاستثمار كانت فترة الانتظار أقصر.

### تركيا
يجذب برنامج الجنسية التركية عن طريق الاستثمار (TCBI) الذي ظهر مؤخرًا العديد من المستثمرين، فقد تم تعديل التشريعات ذات الصلة في تركيا في 9 سبتمبر 2018، وبالتالي خُفضت المبالغ المطلوبة لطلب الجنسية التركية. هذا وتقدم جمهورية تركيا، التي تحتل حاليًا المرتبة التاسعة عشرة من بين أكبر الاقتصادات في العالم ويبلغ عدد سكانها 85 مليون نسمة، خيارين أساسيين للمستثمرين: شراء عقارات بقيمة 250,000 ألف دولار أمريكي على الأقل بشرط عدم بيع تلك العقارات لمدة 3 سنوات أو إيداع 500,000 ألف دولار أمريكي في أي بنك نشط في تركيا (بما في ذلك البنوك الأجنبية طالما أنها نشطة في تركيا) بشرط عدم سحب هذه الأموال لمدة 3 سنوات. عند الاستثمار على النحو الوارد أعلاه وتقديم طلب الجنسية حسب الأصول، يتم منح جواز السفر التركي في الغالب في غضون 6 أشهر.

### البرتغال
تقوم البرتغال بمنح المستثمرين أقامة موقته او دائمة حسب حجم استثمارهم في الدولة, حيث تقوم بمنح الأقامة الدائمة او الأقامة الذهبية للمستثمرين العقاريين وتقوم بمنح الأقامة المؤقتة عند تأسيس أو فتح شركة في البرتغال.